# Messestädte-Pokal 1955–1958
Der 1. Messestädte-Pokal wurde von 1955 bis 1958 ausgetragen. Der Wettbewerb begann mit einer Gruppenphase, in der jede Mannschaft gegen jede andere Mannschaft der Gruppe je ein Heim- und ein Auswärtsspiel bestritt. Für einen Sieg gab es zwei, für ein Unentschieden je einen Punkt. Die Tabellenersten der vier Gruppen qualifizierten sich für das Halbfinale. Anschließend wurden Halbfinale und Finale jeweils in Hin- und Rückspiel ausgetragen. Stand danach kein Sieger fest, wurde ein Wiederholungsspiel durchgeführt.
Obwohl der Messepokal als Wettbewerb für Stadtauswahlen der europäischen Messestädte gedacht war, entsendeten einige Städte Vereinsmannschaften. Eine dieser Vereinsmannschaften, CF Barcelona, gewann gegen die Stadtauswahl von London das Finale des erstmals ausgetragenen Pokals.

## Gruppenphase

### Gruppe A
Das Hinspiel fand am 25. Dezember 1955, das Rückspiel am 26. April 1956 statt.
| Pl. | Verein       | Sp. | S | U | N | Tore    | Diff. | Punkte |
| --- | ------------ | --- | - | - | - | ------- | ----- | ------ |
| 1.  | CF Barcelona | 2   | 1 | 1 | 0 | 007:300 | +4    | 03:10  |
| 2.  | Kopenhagen   | 2   | 0 | 1 | 1 | 003:700 | −4    | 01:30  |
| 3.  | Wien         | 0   | 0 | 0 | 0 | 000:000 | ±0    | 0:0    |

|              | Ergebnis |              |
| ------------ | -------- | ------------ |
| CF Barcelona | 6:2      | Kopenhagen   |
| Kopenhagen   | 1:1      | CF Barcelona |

Kopenhagen weigerte sich gegen Wien anzutreten, da diese nur eine B-Elf schicken wollte und nicht die österreichische Nationalmannschaft, identisch mit der Wiener Auswahl, die ein Jahr zuvor WM-Dritter wurde. Da das österreichische Nationalteam am selben Tag ein Länderspiel in Wrexham gegen Wales bestritt (2:1), wurde die Partie abgesagt und Wien schied aus dem Messepokal aus.

### Gruppe B
Die Spiele fanden zwischen dem 15. Mai 1956 und dem 7. April 1957 statt.
| Pl. | Verein          | Sp. | S | U | N | Tore    | Diff. | Punkte |
| --- | --------------- | --- | - | - | - | ------- | ----- | ------ |
| 1.  | Birmingham City | 4   | 3 | 1 | 0 | 006:100 | +5    | 07:10  |
| 2.  | Inter Mailand   | 4   | 2 | 1 | 1 | 006:200 | +4    | 05:30  |
| 3.  | Zagreb          | 4   | 0 | 0 | 4 | 000:900 | −9    | 0:80   |

|                 | Ergebnis |                 |
| --------------- | -------- | --------------- |
| Inter Mailand   | 0:0      | Birmingham City |
| Birmingham City | 2:1      | Inter Mailand   |
| Zagreb          | 0:1      | Birmingham City |
| Birmingham City | 3:0      | Zagreb          |
| Zagreb          | 0:1      | Inter Mailand   |
| Inter Mailand   | 4:0      | Zagreb          |

### Gruppe C
Das Hinspiel fand am 6. März 1956, das Rückspiel am 21. Oktober 1956 statt. 
| Pl. | Verein            | Sp. | S | U | N | Tore    | Diff. | Punkte |
| --- | ----------------- | --- | - | - | - | ------- | ----- | ------ |
| 1.  | FC Lausanne-Sport | 2   | 1 | 0 | 1 | 010:900 | +1    | 02:20  |
| 2.  | Leipzig           | 2   | 1 | 0 | 1 | 009:100 | −1    | 02:20  |
| 3.  | Köln              | 0   | 0 | 0 | 0 | 000:000 | ±0    | 0:0    |

|                   | Ergebnis |                   |
| ----------------- | -------- | ----------------- |
| Leipzig           | 6:3      | FC Lausanne-Sport |
| FC Lausanne-Sport | 7:3      | Leipzig           |

Köln zog sich zurück.

### Gruppe D
Die Spiele fanden zwischen dem 4. Juni 1955 und dem 12. Juni 1957 statt. 
| Pl. | Verein       | Sp. | S | U | N | Tore    | Diff. | Punkte |
| --- | ------------ | --- | - | - | - | ------- | ----- | ------ |
| 1.  | London       | 4   | 3 | 0 | 1 | 009:300 | +6    | 06:20  |
| 2.  | Frankfurt/M. | 4   | 2 | 0 | 2 | 010:100 | ±0    | 04:40  |
| 3.  | Basel        | 4   | 1 | 0 | 3 | 007:130 | −6    | 02:60  |

|              | Ergebnis |              |
| ------------ | -------- | ------------ |
| Basel        | 0:5      | London       |
| London       | 1:0      | Basel        |
| London       | 3:2      | Frankfurt    |
| Frankfurt/M. | 1:0      | London       |
| Frankfurt/M. | 5:1      | Basel        |
| Basel        | 6:2      | Frankfurt/M. |

Der 3:2-Erfolg der Londoner Stadtauswahl im Wembley-Stadion am 26. Oktober 1955 gegen die Frankfurter Auswahlmannschaft war das erste Flutlichtspiel im Stadion.

## Halbfinale
Die Hinspiele fanden am 16. September/23. Oktober, die Rückspiele am 23. Oktober/13. November 1957 statt. 
|                   | Gesamt |              | Hinspiel | Rückspiel |
| ----------------- | ------ | ------------ | -------- | --------- |
| FC Lausanne-Sport | 2:3    | London       | 2:1      | 0:2       |
| Birmingham City   | 4:4    | CF Barcelona | 4:3      | 0:1       |

### Entscheidungsspiel
Das Spiel fand am 26. November 1957 statt.
|                 | Ergebnis |              |
| --------------- | -------- | ------------ |
| Birmingham City | 1:2      | CF Barcelona |

## Finale

### Hinspiel
| London                                         | London | CF Barcelona | CF Barcelona |
| ---------------------------------------------- | --- | --- | ------------ |
| London                                         | \| Finale (Hinspiel) \| \| 5. März 1958 in London (Stamford Bridge) \| \| Ergebnis: 2:2 (1:2) \| \| Zuschauer: 45.466 \| \| Schiedsrichter: Albert Dusch ( BR Deutschland) \| | \| Finale (Hinspiel) \| \| 5. März 1958 in London (Stamford Bridge) \| \| Ergebnis: 2:2 (1:2) \| \| Zuschauer: 45.466 \| \| Schiedsrichter: Albert Dusch ( BR Deutschland) \|                                    | CF Barcelona |
| London                                         | Jack Kelsey (FC Arsenal) – Peter Sillett (FC Chelsea), Jim Langley (FC Fulham) – Danny Blanchflower (Tottenham Hotspur), Maurice Norman (Tottenham Hotspur), Ken Coote (FC Brentford) – Vic Groves (FC Arsenal), Jimmy Greaves (FC Chelsea), Bobby Smith (Tottenham Hotspur), Johnny Haynes (FC Fulham), George Robb (Tottenham Hotspur) Cheftrainer: Joe Mears | Pedro Estrems – Ferran Olivella, Enrique Gensana – Joan Segarra , Sígfrid Gràcia, Enrique Ribelles – Justo Tejada, Ramón Villaverde, Eulogio Martínez, Evaristo, Estanislao Basora Cheftrainer: Domènec Balmanya | CF Barcelona |
| London                                         | 1:1 Jimmy Greaves (10.) 2:2 Jim Langley (88., Elfm.) | 0:1 Justo Tejada (7.) 1:2 Eulogio Martínez (35.) | CF Barcelona |
| Finale (Hinspiel)                              | | |              |
| 5. März 1958 in London (Stamford Bridge)       | | |              |
| Ergebnis: 2:2 (1:2)                            | | |              |
| Zuschauer: 45.466                              | | |              |
| Schiedsrichter: Albert Dusch ( BR Deutschland) | | |              |

### Rückspiel
| CF Barcelona                                   | CF Barcelona | London | London |
| ---------------------------------------------- | --- | --- | ------ |
| CF Barcelona                                   | \| Finale (Rückspiel) \| \| 1. Mai 1958 in Barcelona (Camp Nou) \| \| Ergebnis: 6:0 (3:0) \| \| Zuschauer: 70.000 \| \| Schiedsrichter: Albert Dusch ( BR Deutschland) \|                                                  | \| Finale (Rückspiel) \| \| 1. Mai 1958 in Barcelona (Camp Nou) \| \| Ergebnis: 6:0 (3:0) \| \| Zuschauer: 70.000 \| \| Schiedsrichter: Albert Dusch ( BR Deutschland) \| | London |
| CF Barcelona                                   | Antoni Ramallets – Ferran Olivella, Joaquim Brugué – Joan Segarra , Martín Vergés, Enrique Gensana – Justo Tejada, Evaristo, Eulogio Martínez, Luis Suárez, Estanislao Basora Cheftrainer: Domènec Balmanya*               | Jack Kelsey (FC Arsenal) – George Wright (West Ham United), Noel Cantwell (West Ham United) – Danny Blanchflower (Tottenham Hotspur), Ken Brown (West Ham United), Dave Bowen (FC Arsenal) – Terry Medwin (Tottenham Hotspur), Vic Groves (FC Arsenal), Bobby Smith (Tottenham Hotspur), Jimmy Bloomfield (FC Arsenal), Jim Lewis (FC Chelsea) Cheftrainer: Joe Mears | London |
| CF Barcelona                                   | 1:0 Luis Suarez (6.) 2:0 Luis Suarez (8.) 3:0 Eulogio Martínez (43.) 4:0 Evaristo (52.) 5:0 Martín Vergés (63.) 6:0 Evaristo (75.)                                                                                         | | London |
| CF Barcelona                                   | * Helenio Herrera trainierte zwar seit dem 22. April die Mannschaft. Sein Vertrag begann jedoch offiziell erst am 1. Juni 1958, so dass als verantwortlicher Trainer beim Rückspiel immer noch Domènec Balmanya fungierte. | | London |
| Finale (Rückspiel)                             | | |        |
| 1. Mai 1958 in Barcelona (Camp Nou)            | | |        |
| Ergebnis: 6:0 (3:0)                            | | |        |
| Zuschauer: 70.000                              | | |        |
| Schiedsrichter: Albert Dusch ( BR Deutschland) | | |        |

## Beste Torschützen
| Rang | Spieler            | Klub              | Tore |
| ---- | ------------------ | ----------------- | ---- |
| 1    | Norbert Eschmann   | FC Lausanne-Sport | 4    |
|      | Clifford Holton    | London            | 4    |
|      | Evaristo de Macedo | CF Barcelona      | 4    |
|      | Justo Tejada       | CF Barcelona      | 4    |
| 5    | Anton Allemann     | Basel             | 3    |
|      | László Kubala      | CF Barcelona      | 3    |
|      | Benito Lorenzi     | Inter Mailand     | 3    |
|      | Alfred Pfaff       | Frankfurt/M.      | 3    |